# Cologny
Cologny je obec na jihozápadě Švýcarska, v kantonu Ženeva. Žije zde přibližně 5 600 obyvatel.

## Geografie
Podle Spolkového statistického úřadu má obec rozlohu 3,67 km², z čehož 78 % tvoří zastavěné obytné plochy, 17 % zemědělské plochy, 4 % lesní plochy a necelé 1 % nevyužité plochy.
Sousedními obcemi Cologny jsou Collonge-Bellerive na severu, Vandœuvres na severovýchodě, Chêne-Bougeries na jihovýchodě a Ženeva na jihu. Obec se dělí na čtvrti Saint-Paul, Stade-de-Frontenex, Rampe-de-Cologny, Cologny-Village, Ruth-Nant d’Argent a Prės-de-la-Gradelle.
Obec se rozkládá podél břehů Ženevského jezera a její součástí je golfové hřiště Geneva Golf Club. Oblast tvoří převážně vilová zástavba a v menší míře drobné obchodní provozovny.

## Historie

Letecký pohled (1966)

Obec se připomíná v roce 1208 pod názvem Colognier. V osadě La Belotte se na břehu jezera nachází osídlení z období neolitu. Znak obce připomíná vylodění švýcarské flotily 1. června 1814 na pláži obsazené Francouzi. Kdysi se tímto způsobem kotvily lodě ke sloupům.
Od 17. a 18. století byla v Cologny opakovaně zakládána francouzská nakladatelství, která zajišťovala svobodné vydávání knih, jež by ve francouzské státní sféře podléhaly cenzuře.
S postupným rozvojem Ženevy se Cologny stále častěji stávalo oblíbenou rezidenční oblastí pro vyšší vrstvy města, které si zde začaly stavět velkorysé venkovské domy. Nejznámějším příkladem je Villa Diodati, kde v létě roku 1816 pobývali mimo jiné lord Byron, Mary Shelleyová a Percy Bysshe Shelley. Kvůli špatnému počasí se toho roku hosté ve vile bavili tím, že si navzájem vyprávěli hororové historky. V této souvislosti zde vznikla díla Frankenstein od Mary Shelleyové a Upír od Johna Polidoriho.
Zatímco až do druhé poloviny 20. století byla obec ještě z velké části charakterizována zemědělstvím, dnes se řadí především k velkým rezidenčním obcím.

## Obyvatelstvo
| Rok            | 1850 | 1900 | 1950 | 2000 | 2007 | 2010 | 2012 | 2014 | 2015 | 2016 | 2017 |
| Počet obyvatel | 541  | 773  | 1339 | 4697 | 4936 | 4870 | 4830 | 5098 | 5500 | 5461 | 5502 |

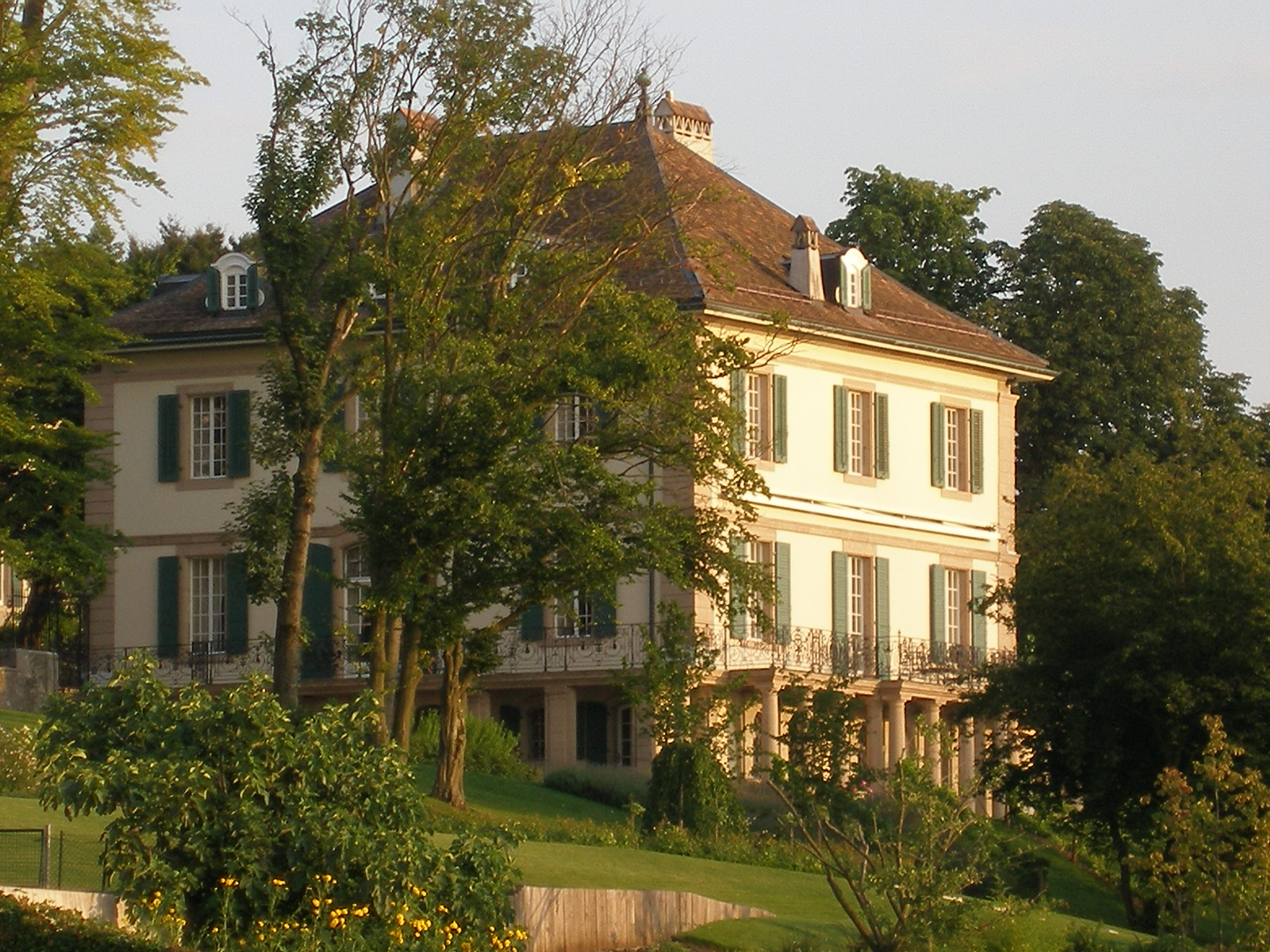
Villa Diodati

Většina obyvatel (k roku 2000) hovoří francouzsky (3575, tj. 76,1 %), druhou nejčastější řečí je angličtina (391, tj. 8,3 %) a třetí němčina (225, tj. 4,8 %).

## Doprava
Přes Cologny vede mezinárodní silnice do Thonon-les-Bains, jejíž část tvoří hlavní silnici 105 ve Švýcarsku. U Cologny většina silnice kopíruje jižní břeh Ženevského jezera jako Quai de Cologny.
Do Cologny jezdí linka ženevského trolejbusu, který provozuje ženevský dopravní podnik Transports publics genevois (TPG).

## Pamětihodnosti a zajímavosti
V obci sídlí Světové ekonomické fórum, které roku 1971 založil německý ekonom Klaus Schwab.
Nachází se zde Bibliotheca Bodmeriana.
Hrdinka románu Alberta Cohena Krása Páně Ariane Deumeová žije s rodinou svého manžela na fiktivní adrese v Cologny.

## Osobnosti
- Jean Alesi (* 1964), francouzský automobilový závodník
- Charles Aznavour (1924–2018), francouzský zpěvák a šansoniér
- George Gordon Byron (1788–1824), britský spisovatel
- Jean-Claude Killy (* 1943), francouzský lyžař
- Klaus Schwab (* 1938), německý ekonom
- Gennadij Timčenko (* 1952), rusko-finský podnikatel